# Georg Unger
Georg Unger (1837 i Leipzig – 1887) var en tysk tenor, der var mest kendt som Siegfried i Nibelungens Ring af Richard Wagner.
Unger studerede teologi og musik. Han fik sin sangerdebut i en alder af 37 og kom til at optræde i Kassel, Zürich, Bremen, Neustrelitz, Brunn, Elberfeld og Mannheim.
Han blev anbefalet Richard Wagner til rollen som Siegfried af Hans Richter, og efter nøje tilsyn fra en sanglærer kom han på scenen i Siegfried og Götterdämmerung med stor succes i Bayreuth i 1876 og andre steder efter at den komplette cyklus havde premiere under Richter. I samme cyklus spillede Unger også Froh i Das Rheingold.
Han optrådte regelmæssigt i Leipzig fra 1877 til 1881. Han var gift med sopranen Marie Haupt.

## Eksterne links
- Unger og Der Ring des Nibelungen
- Wagner og scenekunst Arkiveret 4. juni 2011 hos  Wayback Machine